# ماني ستيل
ماني ستيل (بالإنجليزية: Manny Steele)‏ هو سياسي أمريكي، ولد في 6 فبراير 1940 في بلغراد في الولايات المتحدة. حزبياً، نشط في الحزب الجمهوري. وقد انتخب عضو داكوتا الجنوبية البيت النواب.